# Miroslav Wanek
Miroslav Wanek (* 7. dubna 1962) je český textař, básník, skladatel, hudebník, pedagog.

## Hudba
V roce 1981 založil jednu z prvních (a dle mínění kritiky nejlepších) českých punkových skupin FPB. V roce 1985 přišel do skupiny Už jsme doma, které vtiskl svůj způsob práce a díky svým kontaktům s Jazzovou sekcí ji uvedl na českou a později i na evropskou a světovou scénu. Krátce působil například v teplické skupině Divize T.
Během 39 let existence Už jsme doma objela skupina více než 40 zemí a odehrála více než 3000 koncertů, natočila 8 řadových alb, několik DVD, jejich skladby jsou na mnoha desítkách kompilací po celém světě. Hudba Miroslava Waneka se objevila i v několika filmech, např. Fimfárum nebo Kouzelný zvon (Aurel Klimt), Knoflíkáři (Petr Zelenka). Za hudbu k filmu Fimfárum Jana Wericha byl Miroslav Wanek nominován na Českého lva. Je autorem hudby a spoluatorem scénářů k večerníčkovskému seriálu Krysáci (26 dílů), který produkovala Česká televize.

## Pedagogická činnost
V letech 2004–2012 působil jako pedagog na Vyšší odborné škole filmové ve Zlíně a na Universitě Tomáše Bati tamtéž. Od roku 2008 do roku 2013 učil na FAMU v Praze.

## Politická činnost
Miroslav Wanek nebyl nikdy členem žádné politické strany. Nicméně již před revolucí spoluvydával samizdatový časopis PAKO jako člen Patafyzického kolegia Teplice a založil zde i FiLiPo, sdružení Filosofie, literatura, politika. Organizoval mnoho ilegálních výstav a happeningů. V listopadu 1989 se aktivně účastnil demonstrací 11. 12. a 13. listopadu v Teplicích a bezprostředně po nich se stal prvním mluvčím nově vzniklého teplického Občanského fóra. Měl na starosti dvě oblasti – kulturu a policii. Úlohu jednoho ze tří mluvčích OF za okres Teplice pak vykonával až do prvních svobodných voleb v roce 1990. Během následujících 34 let se aktivně vyslovuje k politickým i společenským problémům a se svou skupinou i samostatně vystupuje na  podporu různých důležitých věcí (Kurdové v Iráku, Karel Schwarzenberg v prezidentské volbě, uprchlíci z válečných území, Milion chvilek a nebo v poslední době podpora Ukrajiny proti ruské agresi). Tématu uprchlíků a lidské lhostejnosti vůči utrpení se věnoval i na zatím poslední desce Už jsme doma Kry.

## Rodina
Je ženatý, má 4 děti – Jakuba Čermáka (* 1986), Anežku Wanekovou (* 2007), Lucii Wanekovou (* 2009) a Antonína Waneka (* 2012), a vnučku Agátu Čermákovou (* 2014).